# Amphoe Na Mom
Amphoe Na Mom (thailändisch อำเภอ นาหม่อม) ist ein  Landkreis (Amphoe – Verwaltungs-Distrikt) in der Provinz Songkhla. Die Provinz Songkhla liegt in der Südregion von Thailand an der Küste zum Golf von Thailand.

## Geographie
Benachbarte Distrikte und Gebiete (von Norden im Uhrzeigersinn): die Amphoe Mueang Songkhla, Chana und Hat Yai. Alle Amphoe liegen in der Provinz Songkhla.

## Geschichte
Na Mom war zunächst ein Tambon mit dem Namen Thung Phra Khian (ทุ่งพระเคียน) des Kreises Hat Yai. Im Jahr 1943 wurde er in Na Mom umbenannt. Am 3. April 1981 wurde Na Mom zusammen mit drei weiteren Tambon aus Hat Yai zum Unterbezirk (King Amphoe) aufgewertet. 
Am 4. Juli 1994 bekam Na Mom dann den vollen Amphoe-Status.

## Verwaltung

### Provinzverwaltung
Amphoe Na Mom ist in vier Unterbezirke (Tambon) eingeteilt, welche weiter in 29 Dorfgemeinschaften (Muban) unterteilt sind.
| Nr. | Name         | Thai    | Muban | Einw.  |
| --- | ------------ | ------- | ----- | ------ |
| 1.  | Na Mom       | นาหม่อม  | 10    | 08.033 |
| 2.  | Phichit      | พิจิตร    | 06    | 04.560 |
| 3.  | Thung Khamin | ทุ่งขมิ้น   | 07    | 05.367 |
| 4.  | Khlong Rang  | คลองหรัง | 06    | 04.344 |

### Lokalverwaltung
Es gibt keine Städte (Thesaban) im Landkreis.
Jeder der vier Tambon wird von einer „Tambon-Verwaltungsorganisation“ (TAO, องค์การบริหารส่วนตำบล) verwaltet.